# Ewa Juszkiewicz
Ewa Juszkiewicz (geb. 3. September 1984 in Danzig) ist eine polnische Künstlerin.

## Leben
Juszkiewicz wuchs in ihrer Geburtsstadt Danzig auf. Sie studierte Malerei an der Akademie der Bildenden Künste in Danzig und promovierte später an der Jan-Matejko-Akademie der Bildenden Künste in Krakau. Schon als Kind fühlte sie sich zur Malerei hingezogen und entwickelte früh eine Faszination für historische Porträts und die Darstellung von Mode in der Kunst. Heute lebt und arbeitet Juszkiewicz in Warschau.

## Wirken

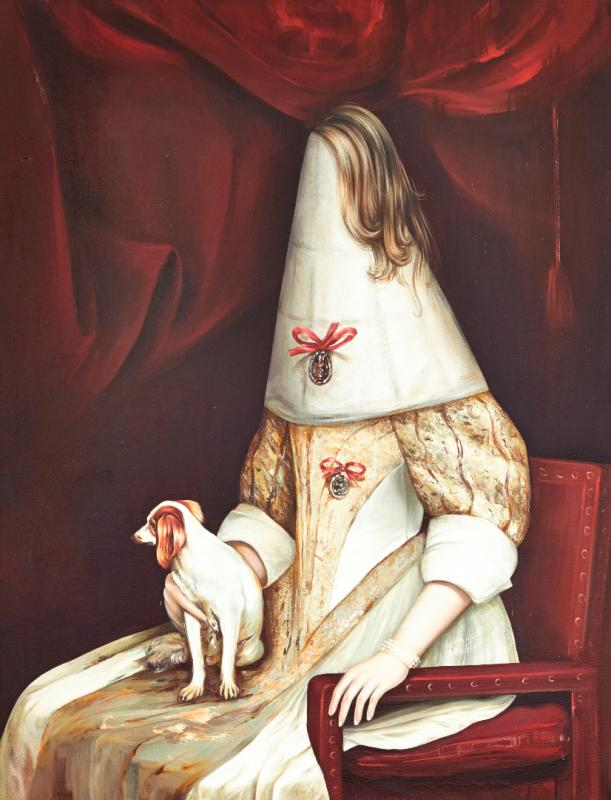
Ohne Titel, 2013

Juszkiewicz ist für ihre surrealistischen Neuinterpretationen von Porträts aus dem 18. und 19. Jahrhundert bekannt, in denen sie die Gesichter ihrer weiblichen Subjekte durch Elemente wie Stoffe, Pflanzen oder aufwendige Frisuren ersetzt. Ihre Werke hinterfragen die historischen und patriarchalen Konventionen weiblicher Schönheit und Identität, indem sie die Idealisierung und Uniformität klassischer Porträts dekonstruieren. Seit 2011 hat sie über 70 Gemälde in dieser Serie geschaffen, die internationale Aufmerksamkeit erlangt haben.
Ihre Arbeiten sind häufig von Künstlern wie Élisabeth Vigée-Lebrun inspiriert, die sie wegen ihrer Fähigkeit bewundert, Persönlichkeit und Details in ihre Werke einzubringen. Juszkiewicz setzt dabei traditionelle Ölmaltechniken ein und kombiniert zur Schaffung neuer, oft verstörender Bilder historische Elemente mit surrealen und modernen Akzenten.
Neben ihrer Malerei hat sie mit Modehäusern wie Louis Vuitton zusammengearbeitet, etwa für eine „Artycapucines“-Tasche, die auf ihrem Gemälde Ginger Locks basiert. Ihre Werke wurden in renommierten Galerien und Museen weltweit ausgestellt, darunter die Gagosian Gallery in Beverly Hills und der Palazzo Cavanis in Venedig.
Juszkiewicz wurde 2014 in das Buch 100 Painters of Tomorrow aufgenommen, das sie als eine der vielversprechendsten Künstler weltweit auszeichnete. Ihr Gemälde Portrait of a Lady (After Louis Leopold Boilly) wurde 2022 bei Christie’s New York für 1,5 Millionen US-Dollar versteigert, was einen neuen Rekord für ihre Werke darstellte. Zudem ist sie eine feste Größe auf bedeutenden Kunstmessen wie der Art Basel und der Biennale in Venedig.